# چهارباغ (چالوس)
چهارباغ، روستایی است از توابع بخش مرزن‌آباد شهرستان چالوس در استان مازندران ایران.

## جمعیت
این روستا در دهستان کوهستان (چالوس) قرار دارد و براساس سرشماری مرکز آمار ایران در سال ۱۳۹۵، جمعیت آن ۱۶ نفر و ۶ خانوار بوده‌است. مردم چهارباغ از قومیت طبری هستند. مردم چهارباغ به زبان طبری با گویش چالوسی سخن می‌گویند.